# Bastide-Puylaurent

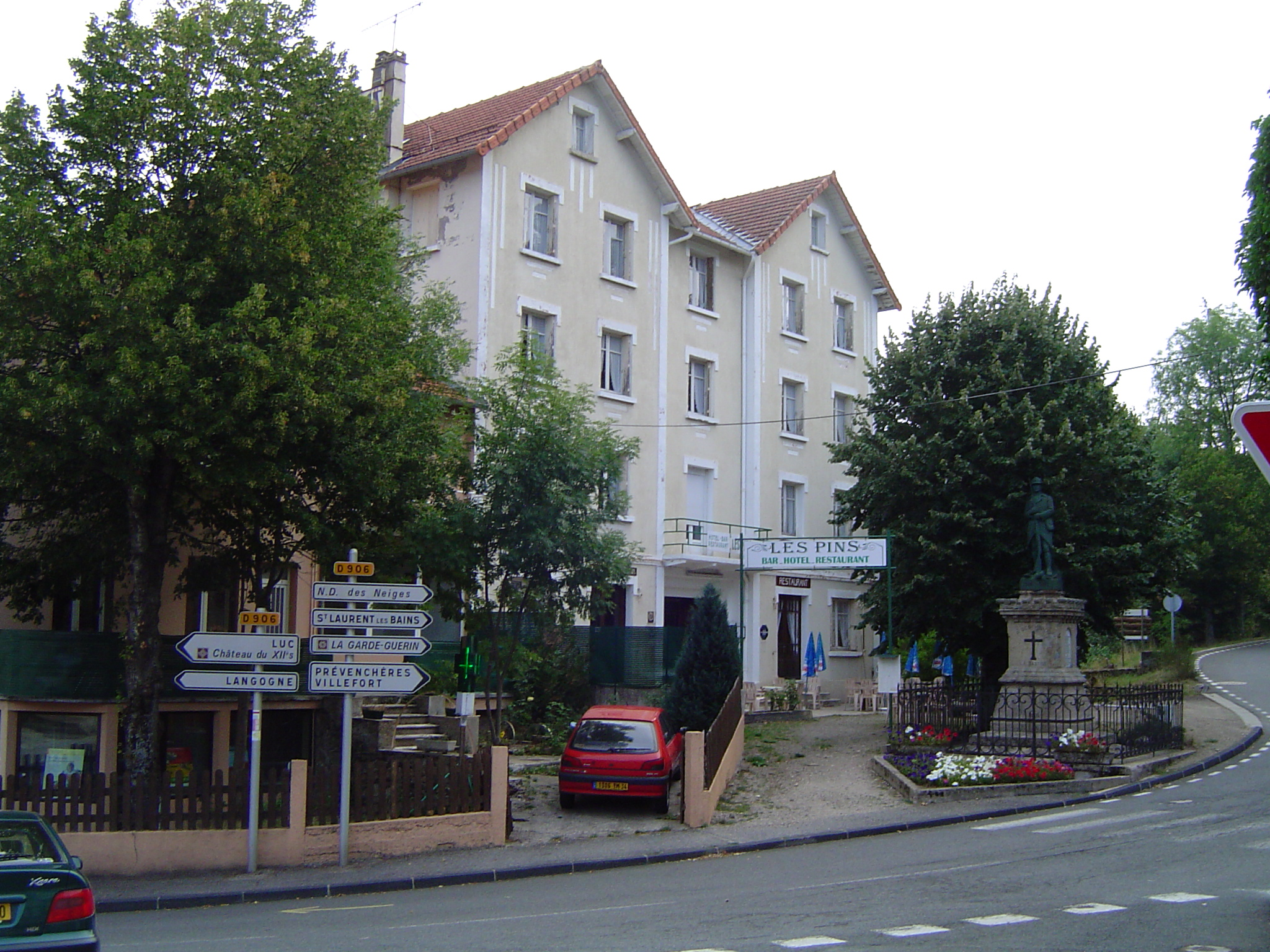
Hotel i pomnik w Bastide-Puylaurent, 2005

Bastide-Puylaurent – miejscowość i gmina we Francji, w regionie Oksytania, w departamencie Lozère.
Według danych na rok 1990 gminę zamieszkiwały 183 osoby, a gęstość zaludnienia wynosiła 8 osób/km² (wśród 1545 gmin Langwedocji-Roussillon Bastide-Puylaurent plasuje się na 725. miejscu pod względem liczby ludności, natomiast pod względem powierzchni na miejscu 315.).

## Populacja

Populacja Bastide-Puylaurent w latach 1962-2008